# تمام بن علقمة الوزير
تمام بن عامر بن أحمد بن غالب بن تمام بن علقمة الثقفي الوزير (803 / 810-896) كان مسؤولًا عربيًا رفيعًا وشاعرًا في إمارة قرطبة. قدم مساهمة تاريخية مهمة في أدب الأندلس.
كان ابن علقمة من نسل أبي غالب تمام بن علقمة من بني ثقيف. في بعض الأحيان يتم الخلط بينه وبين سلفه. تختلف السجلات حول سنة ولادته والمؤكد أنه قد عمر عمرًا طويلا زائداً على عمر جده الأكبر. قيل أنه كان يبلغ من العمر 96 عامًا قمريًا عندما توفي عام 896 ميلاديًا (283 هـ)، مما يعني أن ولادته كانت عام 803م (187هـ). على الجانب الآخر، يقول أبو بكر الرازي، نقلًا عن ابن الأبار، أنه ولد عام 809 أو 810م (أي 194 هـ).
كان ابن علقمة وزيرًا تحت قيادة كل من محمد بن عبد الرحمن (852-886)، المنذر بن محمد (886-888) ثم عبد الله بن محمد بن عبد الرحمن (888-912). وعزله عبد الله من المنصب.
على الرغم من شهرته كشاعر عربي، إلا أنه لم يتبقى لدينا سوى بضعة أسطر من شعر ابن علقمة. اقتبس منها ابن الأبار الذي مدح أرجوزته المفقودة التي غطت الفتح الإسلامي لإسبانيا (711) وجميع الحروب التي حدثت هناك من ذلك الوقت وحتى نهاية عهد عبد الرحمن الأوسط في سنة 852، وهو على الأرجح الوقت الذي كتب فيه أرجوزته. ويبدو أنها احتوت على معلومات تاريخية قيمة، وذكرت أسماء ولاة الأندلس قبل الإمارة وأسماء الأمراء بعد الإمارة. ويعتقد أن ما عرفه ابن القوطية عن سارة القوطية كان مأخوذا من أرجوزة ابن علقمة المفقودة. يستشهد ابن دحية بابن علقمة كمصدر لقصة إرسال يحيى الغزال إلى الفايكنج. ويسجل أن ابن علقمة قد حصل على معلوماته عن ذلك الأمر من محادثاته مع الغزال، لكن يعتقد أن ابن دحية ليس مصدرًا موثوقًا به تمامًا. لا دليل على وجود أعمال نثرية لابن علقمة.
كان ابن علقمة عالمًا أديبًا، ذكر ذلك ابن حيان. وقال أبو بكر الرازي: ولد عامر ابن أحمد تمامًا؛ ولى الوزارة والخيل والقيادة. ومن شعره: